# Kmety György utca
Kmety György utca est une rue de Budapest, située dans le quartier de Terézváros (6e arrondissement).
Elle porte le nom du militaire hongrois György Kmety (1813–1865).